# Chūjō-ryū
Chūjō-ryū là một cổ phái (koryū) võ thuật Nhật Bản do Chūjō Nagahide sáng lập vào đầu thời Muromachi (1336~1573). Chūjō-ryū còn là tên một
phái y học chuyên về sản phụ khoa do một cận thần của Toyotomi Hideyoshi khai sáng, nhưng bài này chỉ bàn về phái võ Chūjō-ryū mà thôi.

## Khái yếu
Chūjō-ryū là một phái võ tổng hợp, ngoài kiếm thuật còn truyền dạy thương thuật và đoản đao. Họ Chūjō đến đời cháu của Nagahide là Mitsuhide thì đoạn tuyệt, nhưng lưu phái Chūjō được Nagahide truyền thụ cho Kai Buzen-nokami Hirokage, rồi từ đó truyền lại cho môn đồ của Hirokage
là Ōhashi Kage Yuzaemon, Yuzaemon truyền lại cho Yamazaki Ukyō.Sau đó Yamazaki Ukyō chết trận nên môn đồ của ông ta là Toda Kurōzaemon Nagaie truyền lại phái kiếm này cho hai con trai của Yamazaki Ukyō. Về phía họ Toda thì Nagaie cũng truyền thụ phái kiếm này cho
con trai là Jibu Saemon Kageie, Kageie lại truyền cho đích tử là Toda Seigen và Toda Kagemasa. Họ Toda đã phát triển thêm so với phái Chūjō-ryū ban đầu nên gọi môn phái của mình là Toda-ryū, trong khi đó họ Yamazaki vẫn gọi môn phái của mình là Chūjō-ryū.
Vì vậy, Chūjō-ryū và Toda-ryū là hai phái kiếm tách bạch nhưng đều có chung một nguồn gốc. Phái kiếm Chūjō-ryū của họ Yamazaki vẫn còn truyền dạy ở Nhật cho đến đầu thời kỳ Shōwa nhưng hiện nay đã thất truyền. Đây là môn phái để lại nhiều ảnh hưởng lớn cho phái kiếm Toda-ryū và Ittō-ryū.
Yagyū Muneyoshi